# Inge (voornaam)
Inge is een meisjesnaam in het Nederlandse, Duitse en Deense taalgebied en een jongensnaam in het Noorse en Zweedse taalgebied. De naam is afgeleid van Ing, een alternatieve naam voor de Noordse god Freyr.
Afgeleide namen zijn Inga, Ingar, Yngve, Inger, Ingrid, Ingeborg, Ingvild en Ingunn.
In Engelstalige landen komt Inge ook als achternaam voor.

## Bekende naamdraagsters
- Inge Bak, Nederlandse schrijfster en dichter
- Inge Brück, Duitse zangeres en actrice
- Inge de Bruijn, Nederlandse zwemster
- Inge Danielsson, Zweedse voetbalster
- Inge Dekker, Nederlandse zwemster
- Inge Diepman, Nederlandse presentatrice bij de VARA
- Inge van Dijk (VVD-politica), Nederlandse burgemeester
- Inge Ipenburg, Nederlandse actrice
- Inge de Jong, Nederlandse atlete
- Inge King, Australische beeldhouwster
- Inge Meysel, Duitse theater- en televisieactrice
- Inge Moerenhout, Vlaamse televisiepresentatrice en zangeres
- Inge Schrama, Nederlandse actrice
- Inge Vervotte, Vlaamse politica

## Bekende naamdragers
- Inge Magnusson, tegenkoning van bagli-partij in Noorwegen